# Chloé Adam
Chloé Adam est une joueuse de volley-ball  française née le 13 juin 1990 à Wissembourg. Elle mesure 1,69 m et joue libero. Elle évolue en Ligue A (anciennement Pro-A) durant la saison 2010-2011.

## Clubs
| Club               | Pays   | De        | À         |
| ------------------ | ------ | --------- | --------- |
| Vandœuvre Nancy VB | France | 2009-2010 | 2010-2011 |
| Terville FOC       | France | 2011-2012 | ....      |

## Palmarès
- 8e du Championnat d'Europe cadettes 2007
- 9e du Championnat d'Europe juniores 2008